# Jean Louis Dumas
Pour les articles homonymes, voir Dumas.
Jean Louis Dumas, né en 1727 et mort le 22 septembre 1793 à Clisson (Loire-Atlantique), est un général de brigade de la Révolution française.

## États de service
Il entre en service le 25 mars 1745, dans la compagnie des chevau-légers d’Artois, il fait les campagnes de Flandre de 1745 à 1748, et les campagnes d’Allemagne de 1757 à 1762. Il est nommé fourrier le 20 mars 1759, porte étendard le 12 mai 1761, et sous-brigadier le 23 mars 1762.
Le 18 juin 1763, à la suite de la réforme des chevau-légers, il passe dans les gendarmes bourguignons, avec rang de lieutenant. Il est nommé brigadier avec rang de capitaine le 29 juin 1770, et il est fait chevalier de Saint-Louis le 19 avril 1772. Le 13 juin 1774, il est promu maréchal des logis, et il se retire le 17 juin 1782, avec une pension de 800 livres.
Le 29 août 1791, il est élu lieutenant-colonel en second par les habitants de Châtel-sur-Moselle, du 3e bataillon de volontaires des Vosges. Il sert à l’armée du Rhin, et il prend part à la défense de Mayence, pendant laquelle il devient lieutenant-colonel en premier le 29 juin 1793.
Après la capitulation de Mayence, il est envoyé en Vendée, il est tué le 22 septembre 1793, au combat de Clisson.
Le conseil exécutif provisoire, ignorant la mort du colonel Dumas, le nomme au grade de général de brigade le 29 octobre 1793.